# Иоганн Рейнхард III
Иоганн Рейнхард III Ганау-Лихтенбергский (нем. Johann Reinhard III. von Hanau; 31 июля 1665, Райнау, Фрайбург — 28 марта 1736, дворец Филипсруэ, Гессен) — граф Священной Римской империи, правитель графства Ганау-Лихтенберг c 30 марта 1685 года и графства Ганау-Мюнценберг с 4 октября 1712 года.

## Биография
Иоганн Рейнхард III родился в Бишофсгейме, в семье принца Иоганна Рейнгарда II Ганауского и его супруги пфальцграфини Анны Магдалены, крещён 1 августа 1665 года в лютеранской вере.
Образование получил вместе со своим старшим братом Филиппом Рейнхардом в Страсбурге. В 1678 году они оба проживали в резиденции их матери в Бабенхаузене.
Начиная с 1679 года принцы совершают образовательное путешествие верхом через Курпфальц, Эльзас, Швейцарию в Женеву. 1680 год они проводят в Савойе и Турине, 1681 — в Париже, 1683 — в Нидерландах и в Англии. Затем следовала поездка по провинциям Франции, начало 1684 года застало братьев в Милане, затем они посетили карнавал в Венеции, совершили путешествие по Италии, удостоившись в Риме аудиенции у папы Иннокентия XII и у королевы Швеции Кристины. Этому следовало представление к королевским и герцогским дворам малых государств Италии — в Неаполе, Флоренции, Мантуе, Модене, Парме. В 1686 году принцы были представлены в Вене императорскому двору, откуда они через Чехию отправились в курфюршество Саксонию, к его двору, в Дрезден.
24 мая (3 июня) 1680 года, в 15-летнем возрасте Иоганн Рейнхард III возглавляет графство Ганау-Лихтенберг после того, как семья сместила его дядю, графа Фридриха Казимира, доведшего неумеренными тратами графство до разорения. Так как новый правитель был ещё несовершеннолетним, Ганау-Лихтенбергом управляли от его имени регенты — мать и дядя, Кристиан II (пфальцграф Цвейбрюккен-Биркенфельда).
Графство Ганау-Мюнценберг также в 1680 году возглавил его старший брат Филипп Рейнхард. При этом разделении Ганау осталась спорной принадлежность амта Бабенхаузен. В 1691 году по взаимному соглашению он отошёл к Ганау-Мюнценбергу.
В 1685 году Иоганн Рейнхард III был усыновлён своим дядей Фридрихом Казимиром. В 1688 году молодой граф достигает совершеннолетия и возглавляет правительство Ганау-Лихтенберга.
Вследствие прокатившихся по этим землям потрясений, связанных сперва с войной за Пфальцское наследство (1688—1697), а затем и войной за Испанское наследство (1702—1713), графство Ганау-Лихтенберг находилось в сложной экономической ситуации. Поэтому Иоганн Рейнхард III старался, по возможности, снизить налоги, подати и повинности для своих подданных. В политическом отношении Иоганн Рейнхард III был в значительной степени зависим от Франции, так как часть его владений находилась в Эльзасе, занятом французами. Чтобы их сохранить, Иоганн Рейнхард III, как и его дядя-предшественник, вынужден был признать верховную власть французского короля Людовика XIV над Эльзасом и получать от него «Lettres patentes» (патент) на владение (в 1701 и 1707).
После смерти старшего брата, Филиппа Рейнхарда, в 1712 году, Иоганн Рейнхард III наследует также и графство Ганау-Мюнценберг. При его правлении графство Ганау было в последний раз соединено в единое государство.
После смерти брата Иоганн Рейнхард III также возглавляет Коллегию имперских графов Веттерау. Добивался возведения в статус имперских князей, однако после установления того факта, что не оставит после себя наследников мужского пола, оставил эту задачу.
В годы правления Иоганна Рейнхарда III большое внимание уделялось развитию культуры в его владениях. Так, в Рейнбишофсхейме был построен большой дворец (начат в 1700 году). В столице Ганау-Лихтенберга Буксвейлере был разбит новый большой парк и перестроен графский дворец-резиденция. Совершенно по-новому был воссоздан в Страсбурге двор Ганау, с 1573 года тамошний городской дворец графов Ганау-Лихтенберг. Ныне в этом дворце находится ратуша Страсбурга. В 1712 году, по указанию графа, было закончено строительство дворца Филиппсруэ у въезда в Ханау, он также разбил каштановую аллею и фазанерию в Ханау, на территории уже Ганау-Мюнценберга. Строил лютеранские церкви и школы в преимущественно кальвинистском в религиозном отношении Ганау-Мюнценберге что, впрочем, не вызывало сопротивления местного населения.
В своей столице, городе Ханау, по указанию графа были снесены старые Франкфуртские ворота и возведены новые в стиле барокко, в этом же стиле был выстроена и городская Новая ратуша. При графе Иоганне Рейнхарде III в Ханау впервые было установлено городское освещение. Сам граф Иоганн Рейнхард III вёл скромный образ жизни, что помогало ему осуществлять его многочисленные строительные проекты.

## Семья и наследство
20 (30) августа 1699 года Иоганн Рейнхард III женился на маркграфине Доротее Фридерике Бранденбург-Ансбахской, дочери маркграфа Иоганна Фридриха, сестре королевы Великобритании Каролины, супруги короля Георга II. В этом браке у Иоганна Рейнхарда III и Доротеи Фридерики родилась дочь Шарлотта Кристина (1700—1726), вышедшая замуж за Людвига VIII, наследного принца Гессен-Дармштадта (1691—1768).

Герб графства Ганау-Лихтенберг

Когда стало ясно, что потомков мужского пола по прямой линии у графа Иоганна Рейнхарда III уже не будет, разгорелась борьба между будущими претендентами на его наследство. В основном Ганау разделили внук графа Людвиг IX, сын его рано умершей дочери Шарлотты Кристины, и которому граф в завещании постарался отписать как можно больше земель — и ландграфы Гессен-Касселя. Последние получили во владение согласно договору от 1643 года Ганау-Мюнценберг, а внук — Ганау-Лихтенберг. Разрешение всех наследственных вопросов потребовало длительных переговоров и крупных платежей другим заинтересованным сторонам, со стороны Гессен-Дармштадта — Страсбургскому архиепископству и Майнцскому епископству, со стороны Гессен-Касселя — курфюршеству Саксонии.
Граф Иоганн Рейнхард III скончался в своём дворце Филиппсруэ близ Ханау, в окружении толпы наследников, их представителей и адвокатов. Похоронен в семейном склепе графов Ханау, в лютеранской церкви Иоганнескирхе города Ханау. Церковь эта была разрушена во время одной из бомбардировок во время Второй мировой войны.

## Историческая память
О доброй памяти, оставленной графом Иоганном Рейнхардом III среди своих подданных и современников, упоминает И. В. Гёте в 10-й главе своей работы «Сочинительство и правда» (Dichtung und Wahrheit). О последних минутах жизни графа, ложе которого окружено ссорящимися и орущими друг на друга наследниками, поётся в старинной немецкой студенческой песне «Старый ханауэц» (Alter Hanauer).